# Michael Wolfgramm
Michael Wolfgramm (* 8. März 1953 in Schwerin) ist ein deutscher Ruderer. Er gewann 1976 bei den Olympischen Sommerspielen in Montreal im Doppelvierer für die DDR eine Goldmedaille. Wolfgramm wurde für die in diesem Jahr erstmals olympische Disziplin kurzfristig nominiert und für seinen Olympiasieg mit dem Vaterländischen Verdienstorden in Silber ausgezeichnet. Trotz des Erfolges bei den Olympischen Spielen wurde er nie wieder für eine Rudermannschaft aus der DDR aufgestellt.